# Fergna mac Óengusa
Fergna mac Óengusa (zm. 557 r.) – król Ulaidu (Ulsteru) z dynastii Dál Fiatach od 553 r. do swej śmierci, bratanek króla Ulaidu Muiredacha II Muinderga („z Czerwoną Szyją”), syn Óengusa Ibdacha, syna prawdopodobnego króla Ulsteru Forga mac Dalláin oraz kobiety pochodzącej z Ibdaig.
Wstąpił na tron Ulaidu po Eochaidzie V mac Condlai, pochodzącego z konkurencyjnej dynastii Dál nAraidi. W źródłach są rozbieżności do liczby lat rządów Fergny. Księga z Leinsteru podała pięć lat, zaś „Tablica Synchronistyczna Laud” cztery lata rządów nad Ulaidem.
Poległ w bitwie pod Druim Cleithe (Kilclief, hr. Down) z ręki kuzyna Demmána mac Cairill, który miał poparcie Uí Echach nÁrda, innej linii Dál Fiatach. W wyniku tej bitwy, boczna linia Ui Ibdaig została odsunięta od tronu Ulaidu. Nazwa Uí Ibdaig jest różnie interpretowana przez uczonych. Sugerują oni, że Ibdaig to epitet wyprowadzony z Ibdachu = Fir Ebudaci = ludzie z Hebrydów. Niektórzy identyfikują ich z ludem Fir Iboth.